# Мобильный избиратель
Мобильный избиратель на выборах в России — механизм, позволяющий проголосовать на любом удобном гражданину избирательном участке Российской Федерации, а не только по месту постоянной или временной регистрации. Механизм голосования «Мобильный избиратель» заменил открепительные удостоверения, массовое использование которых вызывало многочисленные нарекания в ходе прошлых кампаний.
Новый порядок впервые был применен на выборах глав субъектов и депутатов заксобраний 10 сентября 2017 года в 20 регионах Российской Федерации.

#### Порядок подачи заявления
Желающему проголосовать таким порядком следует выбрать ближайший удобный избирательный участок, например, через специальный сервис «найди свой избирательный участок» на сайте Центризбиркома. Определившись с участком, надо подать соответствующее заявление.
Не ранее чем за 45 дней до выборов — посетив Многофункциональный центр (МФЦ) или территориальную избирательную комиссию. Также можно оформить заявку онлайн через Единый портал «Государственные услуги». За двадцать дней до выборов заявление можно подать в любую участковую избирательную комиссию. Граждане, решившие проголосовать на другом участке непосредственно перед выборами (за четыре и менее дней) могут оформить специальное заявление с защитной маркой в своем участковом избиркоме.
Заявление заполняется вручную. Подать заявление можно при наличии паспорта или временного удостоверения личности. Основную часть заявления оставляют в избирательной комиссии или МФЦ, отрывной талон остается у избирателя: на нем указан номер участка, куда гражданину необходимо прийти для голосования.
Инвалидам порядок тоже доступен – к ним придут домой и примут у них заявление.
Избиратели, находящиеся за границей, могут проголосовать без уведомления. За границей пунктов приема заявлений не открывают.
Заявление о голосовании подается только один раз в течение выборной кампании. При подаче нескольких учитывается первое.

#### Экспертные оценки
В движении «Голос» положительно оценили введение нового механизма.
Вместе с тем отметили, что пока новый порядок не позволяет достоверно проследить за миграцией избирателей: на портале ГАС «Выборы» размещается только информация об открепившихся и внесенных в новые списки гражданах. По оценкам движения, также разнятся их данные по количеству открепившихся с цифрами Центризбиркома. Вместе с тем отмечается, что сбои в системе не носили массового характера.